# Pływanie na Letnich Igrzyskach Olimpijskich Młodzieży 2010 – 200 metrów stylem motylkowym dziewcząt
Zawody dziewcząt na dystansie 200 metrów stylem motlkowym w pływaniu na Letnich Igrzyskach Olimpijskich Młodzieży 2010 odbyły się 16 sierpnia w Singapore Sports School w Singapurze.

## Wyniki - eliminacje

### Wyścig 1
| Rk | Tor | Zawodnik             | Kraj            | Czas    | Uwagi |
| -- | --- | -------------------- | --------------- | ------- | ----- |
| 1  | 4   | Judit Ignacio        | Hiszpania       | 2:12.59 | Q     |
| 2  | 3   | Diana Ambrus         | Węgry           | 2:13.88 | Q     |
| 3  | 2   | Nguyễn Thị Kim Tuyến | Wietnam         | 2:15.53 |       |
| 4  | 6   | Patarawadee Kittiya  | Tajlandia       | 2:15.99 |       |
| 5  | 5   | Mayuko Okada         | Japonia         | 2:18.72 |       |
| 6  | 7   | Ting Chen            | Chińskie Tajpej | 2:20.58 |       |
| 7  | 8   | So Lizar             | Portoryko       | 2:21.25 |       |
| 8  | 1   | Tieri Erasito        | Fidżi           | 2:35.59 |       |

### Wyścig 2
| Rk | Tor | Zawodnik              | Kraj            | Czas    | Uwagi |
| -- | --- | --------------------- | --------------- | ------- | ----- |
| 1  | 6   | Lena Kalla            | Niemcy          | 2:15.39 | Q     |
| 2  | 4   | Liu Lan               | Chiny           | 2:15.51 | Q     |
| 3  | 5   | Stefania Pirozzi      | Włochy          | 2:15.59 |       |
| 4  | 7   | Rachael Kelly         | Wielka Brytania | 2:16.95 |       |
| 5  | 8   | Nesrine Khelifati     | Tunezja         | 2:20.67 |       |
| 6  | 1   | Annick Van Westendorp | Szwajcaria      | 2:20.91 |       |
| 7  | 3   | Zoe Johnson           | Australia       | 2:21.54 |       |
| -  | 2   | Anna Schegoleva       | Cypr            | DNS     |       |

### Wyścig 3
| Rk | Tor | Zawodnik             | Kraj          | Czas    | Uwagi |
| -- | --- | -------------------- | ------------- | ------- | ----- |
| 1  | 4   | Boglarka Kapas       | Węgry         | 2:11.97 | Q     |
| 2  | 5   | Alessia Polieri      | Włochy        | 2:14.14 | Q     |
| 3  | 6   | Julia Gerotto        | Brazylia      | 2:14.61 | Q     |
| 4  | 3   | Lindsay Delmar       | Kanada        | 2:14.86 | Q     |
| 5  | 1   | Julia Hassler        | Liechtenstein | 2:18.53 |       |
| 6  | 2   | Barbora Zavadova     | Czechy        | 2:18.55 |       |
| 7  | 7   | Arhatha Magavi       | Indie         | 2:32.91 |       |
| 8  | 8   | Karlene van der Jagt | Surinam       | 2:37.17 |       |

## Wyniki - finał
| Rk | Tor | Zawodnik        | Kraj      | Czas    | Uwagi |
| -- | --- | --------------- | --------- | ------- | ----- |
|    | 4   | Boglarka Kapas  | Węgry     | 2:08.72 |       |
|    | 5   | Judit Ignacio   | Hiszpania | 2:10.11 |       |
|    | 8   | Liu Lan         | Chiny     | 2:11.94 |       |
| 4  | 3   | Diana Ambrus    | Węgry     | 2:12.90 |       |
| 5  | 2   | Julia Gerotto   | Brazylia  | 2:13.74 |       |
| 6  | 1   | Lena Kalla      | Niemcy    | 2:14.11 |       |
| 7  | 6   | Alessia Polieri | Włochy    | 2:15.01 |       |
| 8  | 7   | Lindsay Delmar  | Kanada    | 2:15.01 |       |